# کشتن خواجه
کشتن خواجه فیلمی به نویسندگی و کارگردانی عبد آبست و تهیه کنندگی شهرزاد سیفی و تولید سال ۱۳۹۹ است.

## جوایز و نامزدی‌ها
این فیلم در بخش مسابقه بیست و هشتمین جشنواره بین‌المللی فیلم اسلم دنس آمریکا در سال ۲۰۲۲ برنده جایزه بزرگ هیئت داوران در بخش رهایی شده است. پیش از این کشتن خواجه در بیست و پنجمین جشنواره فیلم شب‌های سیاه تالین به نمایش درآمده بود و در پنجاه و دومین دوره جشنواره بین‌المللی فیلم هند در گوآ نامزد دریافت مدال یونسکو گاندی شده بود. این فیلم در سال ۲۰۲۲ در جشنواره فیلم کرالا در هند نیز به نمایش درآمد.
| سال  | کشور     | شهر         | جشنواره                               | دسته                                | نامزدی   | نتیجه      |
| ---- | -------- | ----------- | ------------------------------------- | ----------------------------------- | -------- | ---------- |
| ۲۰۲۱ | استونی   | تالین       | جشنواره فیلم شب‌های سیاه تالین         | بهترین فیلم                         | عبد آبست | نامزدشده   |
| ۲۰۲۱ | هند      | پانجی       | جشنواره بین‌المللی فیلم هند            | مدال یونسکوی گاندی                  | عبد آبست | نامزدشده   |
| ۲۰۲۲ | آمریکا   | یوتا        | جشنواره بین‌المللی فیلم اسلم دنس       | جایزه بزرگ هیئت داوران در بخش رهایی | عبد آبست | برنده      |
| ۲۰۲۲ | هند      | تریواندروم  | جشنواره فیلم کرالا                    | سینمای جهان                         |          | غیر رقابتی |
| ۲۰۲۲ | تایوان   | تایپه       | جشنواره و جوایز فیلم اسب طلایی        | فانتزی سال                          |          | غیر رقابتی |
| ۲۰۲۲ | برزیل    | پورتو آلگری | جشنواره بین المللی فانتزی پورتو آلگری | بهترین فیلم                         | عبد آبست | نامزدشده   |
| ۲۰۲۲ | رومانی   | کلوژ-نپوکا  | جشنواره بین‌المللی فیلم ترانسیلوانیا   | بدون محدودیت                        |          | غیر رقابتی |
| ۲۰۲۲ | استرالیا | پرت         | جشنواره بین المللی فیلم کشف و الهام   | فیلمهای داستانی بلند                |          |            |